# Anthony Charteau
Anthony Charteau, né le 4 juin 1979 à Nantes, est un coureur cycliste français, professionnel entre 2001 et 2013. Il a notamment remporté le classement de la montagne du Tour de France 2010.

## Biographie

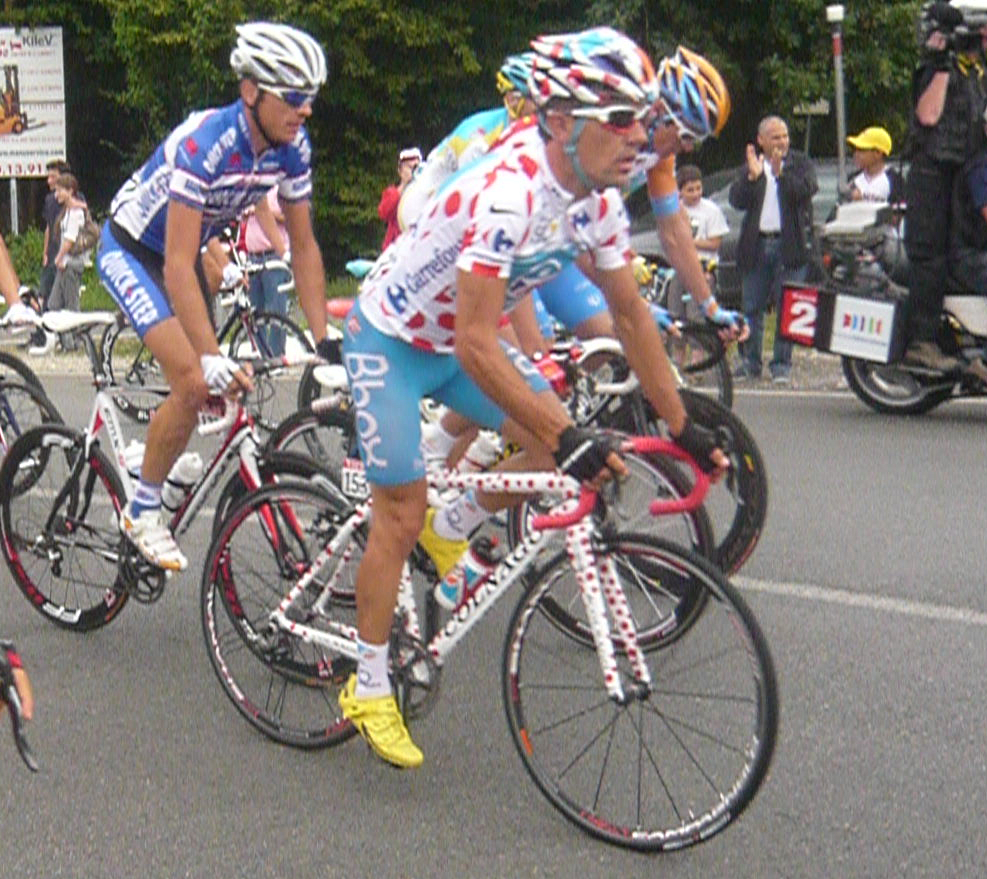
Anthony Charteau avec le maillot à pois

Anthony Charteau est formé dans l'équipe Vendée U-Pays de la Loire, tout en poursuivant ses études dans le bâtiment et la topographie, avant de commencer sa carrière professionnelle dans la structure rattachée à cette équipe, Bonjour, en 2001. Très bon baroudeur, il obtient plusieurs places d'honneur, terminant notamment quatrième du Tour du Doubs 2003, sixième de la Route du Sud 2004 ou encore quatrième du Tour du Finistère 2005. Il se révèle la même année en remportant échappé une étape du réputé Tour de Catalogne.
Non retenu pour le Tour de France, il quitte alors l'équipe Bouygues Telecom pour l'équipe Crédit Agricole en 2006. Avec cette équipe, il termine 2e du Grand Prix de Plumelec-Morbihan, puis remporte sa deuxième grande victoire, la Polynormande. En février 2007, il s'échappe dans la troisième étape du Tour de Langkawi, qu'il remporte avec près de 4 minutes d'avance. Il s'empare du maillot jaune, n'est plus rejoint, et remporte le Tour de Langkawi 2007. Deuxième de Paris-Camembert et troisième du Tour du Limousin la même année, il est recruté par l'équipe espagnole Caisse d'Épargne.
Cantonné à un rôle d'équipier, il réalise peu de performances notables avec cette équipe, à l'exception d'une troisième place sur Paris-Bourges en 2008.
Il s'engage avec l'équipe BBox Bouygues Telecom pour 2010. Il commence sa saison en remportant une étape et le classement général de la Tropicale Amissa Bongo, au Gabon.
Le 13 juillet 2010, lors de la neuvième étape du Tour de France entre Morzine et Saint-Jean-de-Maurienne, il passe en tête du col de la Madeleine et revêt le maillot à pois du meilleur grimpeur à l'arrivée. Il le perd le lendemain, puis le reprend à Jérôme Pineau à l'issue de la douzième étape à Mende et parvient à le conserver jusqu'à l'arrivée à Paris. Il remporte ainsi le classement de la montagne du Tour. Lors d'un entretien à ce sujet avec le journaliste Romain Scotto pour 20 Minutes, il évoque ainsi sa nouvelle popularité accordée par ce maillot mais également les critiques qui le visent, certains observateurs estimant qu'il ne fait pas partie des meilleurs grimpeurs. Charteau répond que bien qu'il ne soit pas au niveau d'Alberto Contador ou Andy Schleck, il se considère comme un "vrai grimpeur" et attribue sa victoire au classement de la montagne à un "niveau un peu plus égal" dû à une baisse du dopage.
En 2011, il s'impose sur la 2e étape de la Route du Sud quinze jours avant le départ du Tour de France. Il passe en tête au col du Tourmalet ce jour-là et bat au sprint Vasil Kiryienka.
En mai 2012, il est arrêté à la suite d'un contrôle sanguin alarmant sur les Quatre Jours de Dunkerque, relevant à 90 % de prise de corticoïde. Cependant, le coureur dément avoir eu recours au dopage, l'usage des corticoïdes est autorisé par l'Agence mondiale antidopage mais prohibé au sein des équipes membres du MPCC pour des raisons de santé.
En août 2013, Charteau annonce mettre fin à sa carrière professionnelle à l'issue du Tour de Vendée disputé au début du mois d'octobre.
Titulaire d'un BTS en bâtiment, il intègre l'entreprise familiale, qui fabrique poêles à bois et cheminées. Il prend également la présidence du club d'Aizenay, où ses fils sont licenciés.

## Palmarès

### Palmarès amateur
- 1999
  - La Melrandaise
  - Route du Pays Moutierrois
- 2000
  - Grand Prix de Bruyère
  - 3e du Circuit de la vallée de la Loire
  - 3e de la Flèche ardennaise
  - 3e du championnat de France sur route espoirs

### Palmarès professionnel
| - 2002 - 2e du Prix de la Mi-août - 2003 - 2e de la Classic Loire-Atlantique - 2005 - 6e étape du Tour de Catalogne - 2006 - Polynormande - 2e du Grand Prix de Plumelec-Morbihan - 2007 - Tour de Langkawi : - Classement général - 3e étape - 2e de Paris-Camembert - 3e du Tour du Limousin - 2008 - 3e de Paris-Bourges | - 2009 - 2e étape du Tour méditerranéen (contre-la-montre par équipes) - 2010 - Tropicale Amissa Bongo : - Classement général - 4e étape - Classement de la montagne du Tour de France - 2011 - Classement général de la Tropicale Amissa Bongo - 2e étape de la Route du Sud - 3e des Boucles de l'Aulne - 2012 - Classement général de la Tropicale Amissa Bongo - Prologue du Tour Alsace (contre-la-montre par équipes) - 3e de la Route du Sud - 2013 - 4e étape du Tour de Normandie |  |

## Résultats sur les grands tours

### Tour de France
5 participations
- 2004 : 103e
- 2006 : 114e
- 2007 : 136e
- 2010 : 44e,  vainqueur du classement de la montagne.
- 2011 : 52e

### Tour d'Italie
2 participations
- 2009 : 104e
- 2010 : abandon (8e étape)

### Tour d'Espagne
2 participations
- 2005 : 74e
- 2006 : abandon (10e étape)

## Classements mondiaux
| Année                  | 2005 | 2006 | 2007 | 2008 | 2009 | 2010 | 2011 | 2012 | 2013 |
| ---------------------- | ---- | ---- | ---- | ---- | ---- | ---- | ---- | ---- | ---- |
| Calendrier mondial UCI |      |      |      |      |      | 243e |      |      |      |
| Classement ProTour     | 176e |      |      |      |      |      |      |      |      |
| UCI Africa Tour        |      |      |      |      |      | 6e   | 8e   | 11e  |      |
| UCI Europe Tour        |      |      |      |      |      | 958e | 181e | 305e | 899e |